# Katatonia

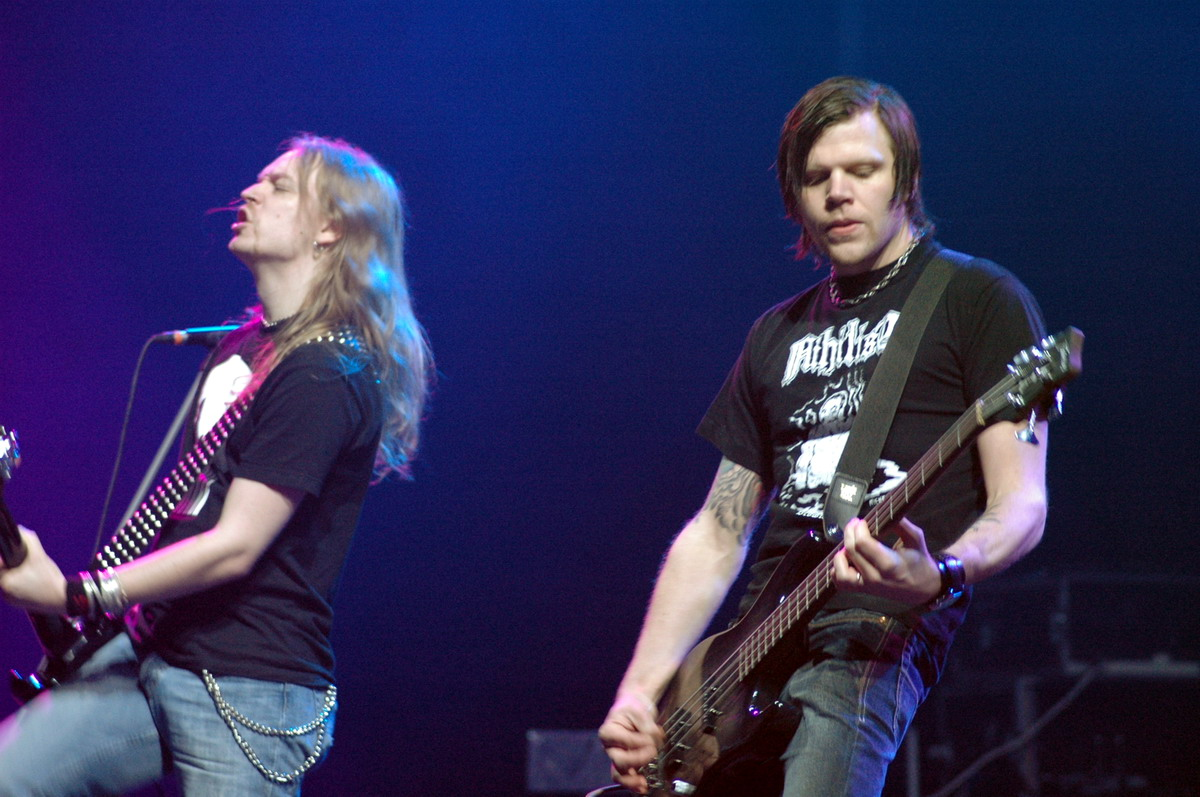
Katatonia-Mitglieder Anders „Blakkheim“ Nyström und Mattias Norrman 2005 in Polen

Katatonia ist eine 1991 gegründete Metal-Band aus Schweden.
Zu Beginn spielte die Gruppe eine als Dark Metal bezeichnete Mischung aus Doom Metal mit Black- und Death-Metal-Einflüssen, die neueren Alben werden als Dark Metal oder auch Progressive Rock bezeichnet. Der Name der Band leitet sich von der Krankheit Katatonie ab.

## Geschichte
Jonas „Lord Seth“ Renkse und Anders „Blakkheim“ Nyström gründeten die Band um 1987 oder 1988, machten ein paar Probeaufnahmen und lösten die Band wegen Problemen mit der Besetzung wieder auf. Im Jahr 1991 gründeten Renkse und Nyström Katatonia neu, was von der Band als eigentliches Gründungsjahr betrachtet und inzwischen von ihr auch als solches angegeben wird. Anfang Juli 1992 begaben Katatonia sich in Dan Swanös Gorysound Studio und spielten die Demoaufnahme Jhva Elohim Meth (hebräisch יהוה אלוהים מת ‚Gott ist tot‘) ein. Diese wurde von Vic Records als Mini-CD mit dem Titel Jhva Elohim Meth… The Revival wiederveröffentlicht. Anfang Dezember 1992 wurde der Bassist Israphel Bandmitglied und es wurden neue Lieder für das Debütalbum Dance of December Souls komponiert; Ende 1992 schloss die Band einen Vertrag über ein Album mit No Fashion Records ab, wo das im Frühling 1993 im Gorysound Studio aufgenommene Debütalbum im Dezember 1993 erschien.
Anfang 1994 nahm die Band das etwa zehnminütige Scarlet Heavens auf, das 1996 über Misanthropy Records als limitierte Split-10” mit Primordial erschien. Im Frühling 1994 bot die Plattenfirma Wrong Again Records Katatonia an, zu einem geplanten Sampler beizutragen, und die Band bekam ein Angebot für einen neuen Plattenvertrag von Avantgarde Music. Im Jahr 1995 erschienen die Stücke Black Erotica und Love of the Swan auf dem Sampler W. A. R. Compilation sowie die EP For Funerals to Come über Avantgarde Music. Ein paar Monate nach dem Erscheinen der EP wurden die Aktivitäten Katatonias vorübergehend eingestellt. Renkse widmete sich während dieser Pause seinem neuen Seitenprojekt October Tide, während Nyström mit Diabolical Masquerade und Bewitched aktiv war. Dennoch war er weiterhin unter anderem in Form von Interviews für Katatonia tätig; „My reason for doing this was simply that I didn’t want the band to fade away or even worse, to be abandoned as a band that had their good days already.“ Für Renkse sei ein zweites Katatonia-Album, das den Arbeitstitel Where Hearses Go… trug, nie ein abgeschlossenes Kapitel oder ein Mythos gewesen; es sollte im folgenden Sommer aufgenommen und als Soundtrack zum kommenden Herbst veröffentlicht werden. Anfang 1996 wurde die Band wiedervereinigt. Mit dem ehemaligen October-Tide-Gitarristen Fred Norrman hatte die Band nun ein festes drittes Mitglied. In dieser Besetzung ging die Band erneut in Swanös inzwischen in Unisound umbenanntes Studio, jedoch „nur mit Ideen und einer verworrenen Vision“, aber ohne zuvor geschriebene Lieder. Nach zwei Wochen war das neue Album fertiggestellt, es trug nun den Titel Brave Murder Day. Den Gesang übernahm Mikael Åkerfeldt von Opeth. Nach einer Europatournee im Herbst 1996 ging die Band Anfang 1997 ins Sunlight Studio, da Swanös Studio geschlossen worden war. Dort wurde die EP Sounds of Decay aufgenommen, die von der Band produziert und von Tomas Skogsberg abgemischt wurde. Auch hier übernahm Åkerfeldt den Gesang.
Mitte 1997 betraten Nyström, Renkse, Norrman und der neue Bassist Mikael Oretoft erneut das Sunlight Studio, um das nächste Album Discouraged Ones aufzunehmen. Hier übernahm Renkse neben dem Schlagzeug wieder den Gesang. Im Jahr 1999 bot die Plattenfirma Peaceville Records Katatonia einen Vertrag über fünf Alben an, und die Band ging mit Paradise Lost auf Skandinavientournee. Die Besetzung stabilisierte sich nun mit Mattias Norrman am Bass und Daniel Liljekvist am Schlagzeug. Nach dem 2003 erschienenen sechsten Studioalbum Viva Emptiness veröffentlichte die Band 2005 zwei Kompilationen: Brave Yester Days, über Avantgarde Music erschienen, zeigt die Frühphase von Katatonia (1991–1996), und die über Peaceville Records veröffentlichte 2-CD- und 1-DVD-Box The Black Sessions enthält ein Best-of der Band von 1998 bis 2003. Im Jahr 2006 folgte ihr siebtes Studioalbum The Great Cold Distance. Diesem folgten die Single Deliberation und eine Europatournee mit Novembre sowie eine Amerikatournee mit Moonspell. Zu den Singles Deliberation und July erschienen Musikvideos. Gegen Ende des Jahres 2006 wurde ein Tributalbum veröffentlicht. Darauf befinden sich von anderen Bands gecoverte Lieder der Band. Diese CD trägt den Namen December Songs – A Tribute to Katatonia. Weiters erschien eine 5.1-Surround-Sound-Mix-Version des Albums The Great Cold Distance.
Am 28. Mai 2007 erschien die Live-DVD/CD Live Consternation. Diese enthält eine Aufzeichnung des Konzerts vom Summer Breeze, das am 17. August 2006 in Deutschland stattfand. Im Juli 2009 wurde das achte Studioalbum, Night Is the New Day, aufgenommen, wobei das Schlagzeug im Studio Mega eingespielt wurde und der Großteil der Aufnahmen in den Ghost Ward Studios stattfand; gemastert wurde es in den Fascination Street Studios. Am 22. Dezember 2009 gab die Band den Ausstieg von Fredrik „North“ Norrman und Mattias „Kryptan“ Norrman bekannt. Beide verließen die Band ohne Streit und aus familiären Gründen. Für die angekündigten Konzerte wurden Gitarrist Per „Sodomizer“ Eriksson von Bloodbath und Bassist Niklas „Nille“ Sandin als kurzfristiger Ersatz verpflichtet. Als feste Bandmitglieder waren sie auch am folgenden Album Dead End Kings und dessen semiakustischer Version Dethroned & Uncrowned beteiligt. Im Februar 2014 wurde allerdings schon Erikssons Ausstieg bekannt gegeben. Auf der Unplugged-Tour im Frühjahr 2014 soll Bruce Soord (The Pineapple Thief) für ihn einspringen, auf den Sommer-Festivals Tomas Åkvik. Im April 2014 kündigte Schlagzeuger Daniel Liljekvist an, die Band aus familiären Gründen zu verlassen. Ersetzt wurde er auf den „Dethroned & Uncrowned - Unplugged & Reworked“-Konzerten durch JP Asplund bzw. auf den Sommer-Festivals durch Daniel Moilanen.
Im März 2025 teilt Jonas Renkse auf Social Media mit, dass sich die Wege von ihm und Anders Nyström trennen. Grund seien unterschiedliche künstlerische Präferenzen und Terminprobleme.

## Stil

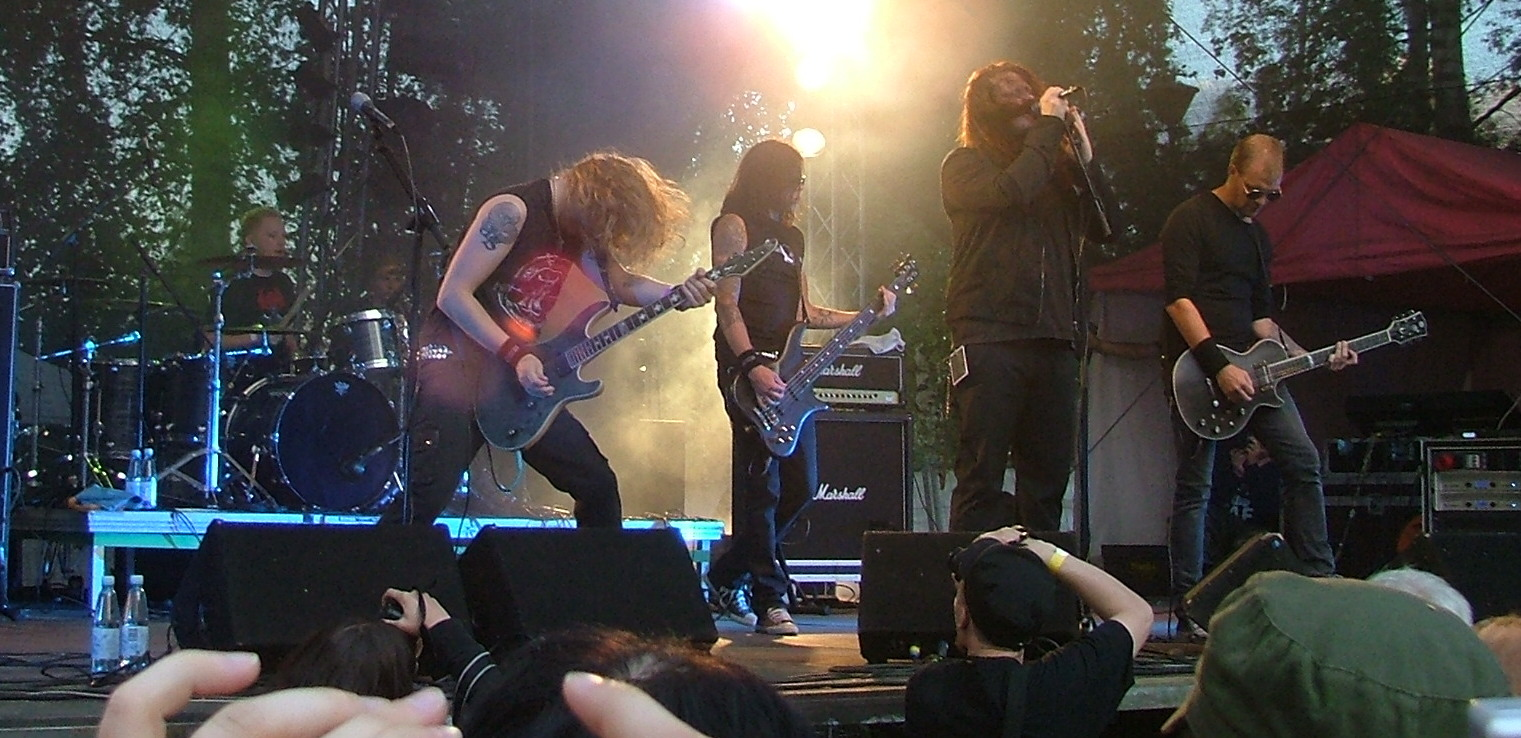
Katatonia 2008 live beim Kuopio Rockcock

Um 1987/88 komponierten Lord Seth und Blakkheim Material im Stil von Bathorys Under the Sign of the Black Mark. In der Phase ab 1991 waren sie von Bands wie Bathory, Fields of the Nephilim, Depeche Mode und den Frühwerken von Paradise Lost und The Cure inspiriert. Frühe Bilder zeigen die Band mit Corpsepaint, und ihr ursprünglicher Schriftzug enthielt ein umgedrehtes Pentagramm; die Musiker waren allerdings keine Satanisten und ordneten sich nicht dem Black Metal zu; Lord Seth erklärte, er glaube an die Nacht und es reiche ihm, zu wissen, wer er sei. Sie äußerten sich allerdings antichristlich, und Blakkheim bezog sich auch auf die Wikinger. Lord Seth erklärte entsprechend, Katatonias Musik sei schwarz, aber kein Black Metal, und bezeichnete sie als „Gothic Funeral Metal“. Das gesamte Konzept der Band basiere auf dem Element Trauer. Laut Renkse ist die Band „eine Philosophie geworden, zumindest für uns […]. Es ist dunkle und persönliche Musik und Texte, unabhängig von unserer Umgebung.“ Im A 1000 Years.. ...of lost pride and dignity wurden die Gitarren mit Laufzeitverzögerung als sehr atmosphärisch beschrieben, verbunden mit „weinenden Keyboards, massivem Bass, langsamem Schlagzeug“ und einem „helleren, emotionaleren Gesang als den üblichen Death-Grunts“ beschrieben. Das Debütalbum Dance of December Souls wurde auch mit der Bezeichnung „Dark Metal“ beworben. Es wurde im A 1000 Years.. ...of lost pride and dignity als „langsam, wohlgefällig, größtenteils melodiös und […] dunkel“ beschrieben.
Auf der EP For Funerals to Come verarbeitete die Band starke Einflüsse aus dem Heavy Metal, der Gesang orientierte sich am nordischen Black Metal. Auf Brave Murder Day entfernte die Band sich von den Black-Metal-Einflüssen; die Musik war nun weitaus minimalistischer und erzeugt durch sich häufig wiederholende, monotone Riffs eine hypnotisierende Wirkung. Den Growl-Gesang für das Album übernahm Opeth-Sänger Mikael Åkerfeldt, der auch noch auf der folgenden Mini-EP Sounds of Decay zu hören ist, während der frühere Haupt-Sänger Jonas Renkse lediglich für den eher spärlich eingesetzten klaren Gesang verantwortlich war. Das liegt daran, dass er nach eigener Aussage die Fähigkeit verloren habe, „richtige Death Metal-Schreie zu machen“. Frank Stöver schrieb sogar, dies sei nichtmal mehr ein Metal-Album, da die Musik sich eher dem Gothic Rock von Bands wie Fields of the Nephilim ähnele; es sei „eine gute Gothic-Veröffentlichung, aber ein schwaches Katatonia-Comeback“.
Auf Discouraged Ones entfernte die Band sich von ihren Doom-Metal-Ursprüngen und nahm zahlreiche fremde Einflüsse unter anderem aus dem Gothic Rock und Dark Folk auf, und die Texte behandelten Gefühle des Verlusts, der Trostlosigkeit, Verzweiflung und Hoffnung. Auf dem Album sang Renkse ausschließlich klar. Das Album legte somit den Grundstein für die stilistische Ausrichtung der weiteren Alben. Die Band entwickelte sich von Album zu Album weiter, aus dem anfänglichen Doom Metal mit Black-Metal-Einschlag wurde im Verlauf der Zeit progressiver Doom Rock, der auch verstärkt immer wieder als Dark Metal bezeichnet wird. Einflüsse wie Anathema sind dabei unüberhörbar.

## Diskografie
Studioalben

| Jahr | Titel Musiklabel                                            | Höchstplatzierung, Gesamtwochen, AuszeichnungChartplatzierungen (Jahr, Titel, Musiklabel, Platzierungen, Wochen, Auszeichnungen, Anmerkungen) | Höchstplatzierung, Gesamtwochen, AuszeichnungChartplatzierungen (Jahr, Titel, Musiklabel, Platzierungen, Wochen, Auszeichnungen, Anmerkungen) | Höchstplatzierung, Gesamtwochen, AuszeichnungChartplatzierungen (Jahr, Titel, Musiklabel, Platzierungen, Wochen, Auszeichnungen, Anmerkungen) | Höchstplatzierung, Gesamtwochen, AuszeichnungChartplatzierungen (Jahr, Titel, Musiklabel, Platzierungen, Wochen, Auszeichnungen, Anmerkungen) | Höchstplatzierung, Gesamtwochen, AuszeichnungChartplatzierungen (Jahr, Titel, Musiklabel, Platzierungen, Wochen, Auszeichnungen, Anmerkungen) | Höchstplatzierung, Gesamtwochen, AuszeichnungChartplatzierungen (Jahr, Titel, Musiklabel, Platzierungen, Wochen, Auszeichnungen, Anmerkungen) | Anmerkungen                             |
| Jahr | Titel Musiklabel                                            | DE | AT | CH | US | UK | SE | Anmerkungen                             |
| ---- | ----------------------------------------------------------- | --- | --- | --- | --- | --- | --- | --------------------------------------- |
| 1993 | Dance of December Souls No Fashion Records                  | — | — | — | — | — | — | Erstveröffentlichung: 14. Dezember 1993 |
| 1996 | Brave Murder Day Avantgarde Music                           | — | — | — | — | — | — | Erstveröffentlichung: 1. August 1996    |
| 1997 | Discouraged Ones Avantgarde Music                           | — | — | — | — | — | — | Erstveröffentlichung: 27. April 1998    |
| 1999 | Tonight’s Decision Peaceville Records                       | — | — | — | — | — | — | Erstveröffentlichung: 31. August 1999   |
| 2001 | Last Fair Deal Gone Down Peaceville Records                 | — | — | — | — | — | — | Erstveröffentlichung: 8. Mai 2001       |
| 2003 | Viva Emptiness Peaceville Records                           | — | — | — | — | — | — | Erstveröffentlichung: 24. März 2003     |
| 2006 | The Great Cold Distance Peaceville Records                  | — | — | — | — | — | SE42 (1 Wo.)SE | Erstveröffentlichung: 13. März 2006     |
| 2009 | Night Is the New Day Peaceville Records                     | DE77 (1 Wo.)DE | — | — | — | — | SE39 (1 Wo.)SE | Erstveröffentlichung: 2. November 2009  |
| 2012 | Dead End Kings Peaceville Records                           | DE21 (3 Wo.)DE | AT25 (1 Wo.)AT | CH46 (1 Wo.)CH | US138 (1 Wo.)US | — | SE12 (3 Wo.)SE | Erstveröffentlichung: 27. August 2012   |
| 2016 | The Fall of Hearts Peaceville Records                       | DE11 (3 Wo.)DE | AT28 (1 Wo.)AT | CH48 (1 Wo.)CH | US188 (1 Wo.)US | UK70 (1 Wo.)UK | SE31 (1 Wo.)SE | Erstveröffentlichung: 20. Mai 2016      |
| 2020 | City Burials Peaceville Records                             | DE6 (3 Wo.)DE | AT10 (1 Wo.)AT | CH12 (2 Wo.)CH | — | — | — | Erstveröffentlichung: 24. April 2020    |
| 2023 | Sky Void of Stars Napalm Records                            | DE5 (2 Wo.)DE | AT13 (1 Wo.)AT | CH3 (3 Wo.)CH | — | — | — | Erstveröffentlichung: 20. Januar 2023   |
| 2025 | Nightmares as Extensions of the Waking State Napalm Records | — | — | — | — | — | — | Erstveröffentlichung: 6. Juni 2025      |